# IC 496
IC 496 ist eine linsenförmige Galaxie vom Hubble-Typ S0 im Sternbild Krebs auf der Ekliptik. Sie ist schätzungsweise 332 Millionen Lichtjahre von der Milchstraße entfernt und hat einen Durchmesser von etwa 40.000 Lichtjahren. Gemeinsam mit IC 2229 bildet sie das gravitativ gebundene Galaxienpaar KPG 155.

Im selben Himmelsareal befinden sich u. a. die Galaxien NGC 2535, NGC 2536, NGC 2540, IC 2230.
Das Objekt wurde am 2. März 1892 vom französischen Astronomen Stéphane Javelle entdeckt.